# شون لان
شون لان (بالإنجليزية: Shawn Lane)‏ هو ملحن وعازف قيثارة وعازف بيانو أمريكي، ولد في 21 مارس 1963 في ممفيس في الولايات المتحدة، وتوفي بنفس المكان في 26 سبتمبر 2003.

## وصلات خارجية
- الموقع الرسمي
- شون لان على موقع ميوزك برينز (الإنجليزية)
- شون لان على موقع ديسكوغز (الإنجليزية)